# Cody Beals
Cody Beals (* 1. Oktober 1990 in Kanada) ist ein kanadischer Triathlet und mehrfacher Ironman-Sieger.

## Leben
Cody Beals war in seiner Jugend im Skilaufen, Schwimmen und Laufen aktiv, bevor er als 16-Jähriger bei seinem ersten Triathlon an den Start ging.
Im September 2016 wurde er Fünfter bei der ITU-Weltmeisterschaft auf der Triathlon-Langdistanz (4 km Schwimmen, 120 km Radfahren und 30 km Laufen).
Bei seinem ersten Start auf der Ironman-Distanz (3,86 km Schwimmen, 180,2 km Radfahren und 42,195 km Laufen) konnte der 28-Jährige im August 2018 den Ironman Mont-Tremblant für sich entscheiden. Im nächsten Monat gewann er auch den Ironman Chattanooga, der nach Überschwemmungen ohne die Schwimmdistanz ausgetragen werden musste. Im August 2019 konnte er seinen Sieg beim Ironman Mont-Tremblant wiederholen.
Im Juni 2022 gewann Beals zum vierten Mal den Ironman 70.3 Eagleman.
Im Juli gewann der 32-Jährige in Lake Placid mit dem Ironman USA sein viertes Ironman-Rennen.

## Sportliche Erfolge
| Datum/Jahr    | Rang | Wettbewerb             | Austragungsort              | Zeit     | Bemerkung              |
| ------------- | ---- | ---------------------- | --------------------------- | -------- | ---------------------- |
| 12. Juni 2022 | 1    | Eagleman Ironman 70.3  | Cambridge (Maryland)        | 03:41:46 |                        |
| 2. Juni 2019  | 2    | Ironman 70.3 Victoria  | Victoria (British Columbia) | 03:56:25 |                        |
| 10. Juni 2018 | 1    | Eagleman Ironman 70.3  | Cambridge (Maryland)        | 03:49:04 |                        |
| 3. Juni 2018  | 1    | Ironman 70.3 Victoria  | Victoria (British Columbia) | 03:54:45 | [ 6 ]                  |
| 18. März 2018 | 1    | Ironman 70.3 Taiwan    | Kenting                     | 03:46:38 |                        |
| 22. Okt. 2017 | 1    | Challenge Aruba        | Aruba                       | 03:57:36 | Halbdistanz            |
| 11. Juni 2017 | 2    | Eagleman Ironman 70.3  | Cambridge (Maryland)        | 03:54:49 |                        |
| 19. März 2017 | 2    | Ironman 70.3 Campeche  | Campeche                    | 03:56:04 | bei der Erstaustragung |
| 31. Okt. 2016 | 3    | Ironman 70.3 Los Cabos | Los Cabos                   | 04:00:04 |                        |
| 31. Juli 2016 | 1    | Ironman 70.3 Ecuador   | Manta                       | 03:58:04 |                        |
| 12. Juni 2016 | 1    | Eagleman Ironman 70.3  | Cambridge (Maryland)        | 03:50:02 |                        |
| 25. Okt. 2015 | 3    | Ironman 70.3 Los Cabos | Los Cabos                   | 04:06:29 |                        |
| 20. Sep. 2015 | 2    | Ironman 70.3 Cozumel   | Cozumel                     | 03:48:33 |                        |
| 14. Juni 2015 | 1    | Eagleman Ironman 70.3  | Cambridge (Maryland)        | 03:51:05 |                        |
| 7. Sep. 2014  | 2    | Ironman 70.3 Muskoka   | Huntsville                  | 04:07:12 |                        |

| Datum/Jahr    | Rang | Wettbewerb                                      | Austragungsort | Zeit     | Bemerkung                                                                                           |
| ------------- | ---- | ----------------------------------------------- | -------------- | -------- | --------------------------------------------------------------------------------------------------- |
| 7. Mai 2023   | 25   | ITU Long Distance Triathlon World Championships | Ibiza          | 05:36:55 | Weltmeisterschaft auf der Triathlon-Langdistanz (3 km Schwimmen, 119 km Radfahren, 29,5 km Laufen)  |
| 11. Sep. 2022 | 2    | Ironman Wisconsin                               | Madison        | 08:50:24 | |
| 24. Juli 2022 | 1    | Ironman USA                                     | Lake Placid    | 08:15:11 | |
| 23. Apr. 2022 | 4    | Ironman Texas                                   | The Woodlands  | 08:09:55 | [ 7 ]                                                                                               |
| 18. Aug. 2019 | 1    | Ironman Mont-Tremblant                          | Québec         | 07:58:34 | Streckenrekord beim Ironman Mont-Tremblant                                                          |
| 30. Sep. 2018 | 1    | Ironman Chattanooga                             | Chattanooga    | 07:10:22 | ohne das Schwimmen auf verkürzter Distanz                                                           |
| 19. Aug. 2018 | 1    | Ironman Mont-Tremblant                          | Québec         | 08:10:36 | erster Start auf der Ironman-Distanz                                                                |
| 24. Sep. 2016 | 4    | ITU Long Distance Triathlon World Championships | Oklahoma       | 06:08:17 | Weltmeisterschaft auf der Triathlon-Langdistanz (4 km Schwimmen, 120 km Radfahren und 30 km Laufen) |

(DNF – Did Not Finish)